# سیبنزولین
سیبنزولین (به انگلیسی: Cibenzoline) با فرمول شیمیایی C۱۸H۱۸N۲ یک ترکیب شیمیایی با شناسه پاب‌کم ۲۷۴۷ است. که جرم مولی آن ۲۶۲٫۳۵ g/mol می‌باشد.